# Silas Katompa Mvumpa
Silas Katompa Mvumpa (født 6. oktober 1998), kendt som bare Silas, og tidligere kendt under navnet Silas Wamangituka Fundu, er en congolesisk professionel fodboldspiller, som spiller for Bundesliga-klubben VfB Stuttgart og DR Congos landshold.

## Klubkarriere

### Tidlige karriere
Efter at have spillet for sin lokalklub Olympic Matete i Kinshasa, skiftede Silas i 2017 til franske Olympique Alés i den tredjebedste række. Efter at have imponeret hos Alés, skiftede han i 2018 til Ligue 2-klubben Paris FC, hvor han skrev sin første professionelle kontrakt.

### VfB Stuttgart
Silas skiftede i august 2019 til tyske VfB Stuttgart.

## Landsholdskarriere
Silas debuterede for DR Congos landshold den 24. marts 2023.

## Identitetsfusk
Silas havde oprindeligt spillet under navnet Silas Wamangituka Fundu, men i juni 2021 annoncerede Stuttgart, at hans egentlige navn er Silas Katompa Mvumpa. Det blev her også annonceret at han var et år ældre end tidligere oplyst, og hans rigtige fødselsår var 1998, ikke 1999. Dette blev forklaret ved, at hans tidligere agent havde forfalsket hans information, for at kunne få ham til Frankrig, og for han kunne kontrollere og afpresse Silas. Det tyske fodboldforbund bandlyste Silas i tre måneder for sin rolle i identitetsfusket.